# Abarema gallorum
Abarema gallorum és una espècie de llegum del gènere Abarema de la família Fabaceae.